# Tribunale rivoluzionario

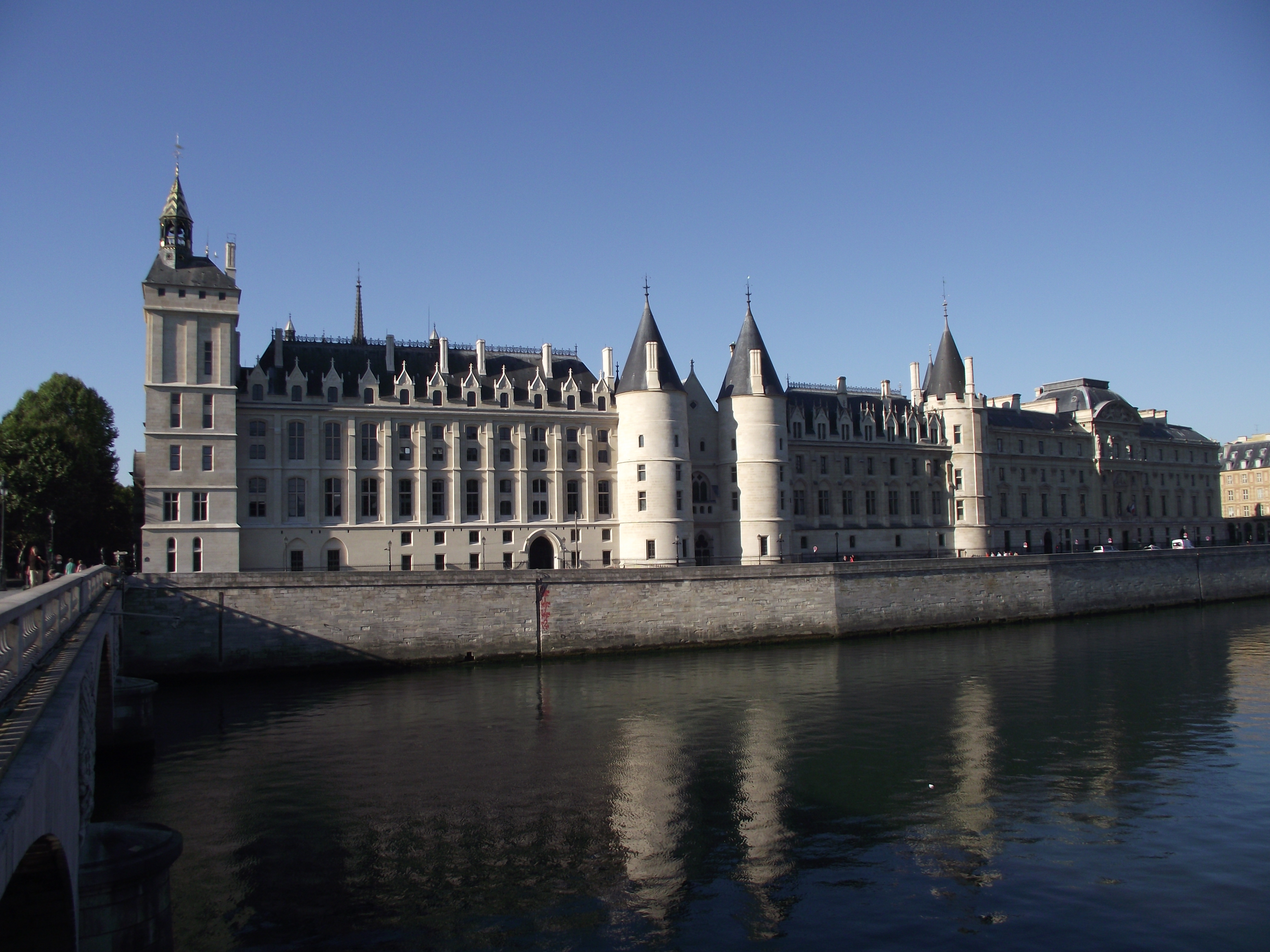
Veduta della Conciergerie, sull'Île de la Cité, a Parigi. Qui ebbe sede il tribunale rivoluzionario.

Il Tribunale rivoluzionario (in francese: Tribunal révolutionnaire) fu un tribunale speciale istituito nel 1793 a Parigi dalla Convenzione Nazionale durante la rivoluzione francese per giudicare gli oppositori politici. Divenne, in breve, il più potente mezzo del Regime del Terrore (1793-1794), sentenziando la pena di morte per molte personalità illustri.

## Contesto storico

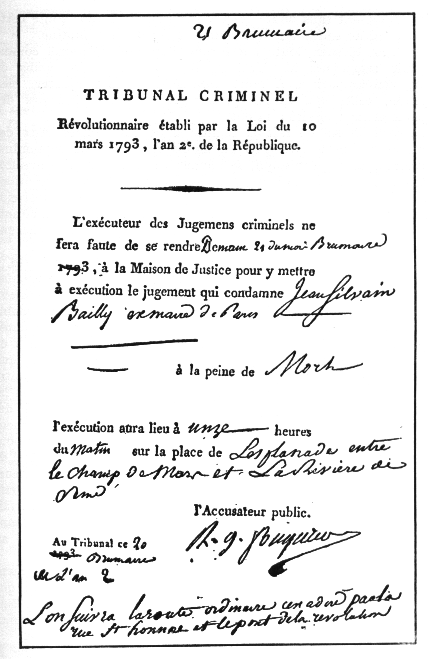
Copia dell'ordine di esecuzione contro Jean Sylvain Bailly, astronomo ed ex-sindaco di Parigi, firmato dal pubblico accusatore Fouquier-Tinville.

Le notizie del fallimento dell'esercito francese nel Belgio crearono rivolte popolari a Parigi e, il 10 marzo 1793, su proposta di Georges Jacques Danton, la Convenzione decretò l'istituzione di un tribunale straordinario, per giudicare gli oppositori della rivoluzione, il cui nome ufficiale fu "Tribunale rivoluzionario".
Il tribunale rivoluzionario emise, nel periodo del Terrore, 5.342 sentenze, delle quali 2.727 capitali, contro i cittadini fautori dell'antico regime.
Un altro tribunale rivoluzionario venne istituito a Nantes, nell'autunno del 1793, da Jean Baptiste Carrier, per giudicare i vandeani, catturati in seguito alle guerre di Vandea, ma venne sciolto, nel febbraio 1794, da Robespierre. Gli imputati, trattandosi di insorti, vennero tutti condannati a morte, e il numero di condanne eseguite si aggirò intorno ai diecimila.
Dopo il 9 termidoro anno II (27 luglio 1794), iniziò la reazione termidoriana, con la nuova politica della Convenzione. Jacques Alexis Thuriot, tornato al vertice del Comitato di salute pubblica, nell'agosto 1794, fece nominare il suo amico Dobsen a capo del tribunale rivoluzionario, al posto di Dumas, che viene ghigliottinato.
Il tribunale rivoluzionario venne poi soppresso il 31 maggio 1795. Fra le sue sentenze di condanna più celebri si ricordano: la regina Maria Antonietta, l'astronomo e politico Jean Sylvain Bailly, gli Hébertisti, i Dantonisti e i Girondini.

## Funzionamento
Era composto da una giuria, un procuratore pubblico e due sostituti, tutti nominati dalla Convenzione, e non si poteva ricorrere in appello. Con Martial Herman come presidente e Fouquier-Tinville come procuratore pubblico, il tribunale inquisì i monarchici, i preti refrattari e tutti i protagonisti, tali o presunti, della controrivoluzione.
Il 10 giugno 1794, con l'applicazione della famosa Legge di Pratile, che proibì agli imputati di avere consulenti legali per la loro difesa e anche l'escussione di testimoni a discarico, le condanne del tribunale aumentarono. Bisogna comunque ricordare che la legge di Pratile nel progetto originale avrebbe dovuto essere mediata dall'esecuzione dei decreti di Ventoso, che istituivano ben sei gradi di giudizio prima di quello definitivo, tutti con la possibilità di presentare testimoni.
Prima di questa legge, in tredici mesi, le condanne a morte eseguite a Parigi erano state 1.220, nei quarantacinque giorni che passarono tra l'emanazione della legge e la caduta di Robespierre, che peraltro in quel periodo si era ritirato dal Comitato di Salute Pubblica vedendosi impossibilitato a fermare queste condanne, furono 1.376. Questo perché la legge di Pratile imponeva che tutte le sentenze venissero eseguite nella capitale, e non perché si stesse effettivamente verificando un aumento spropositato delle esecuzioni, errore in cui peraltro cadde lo stesso Robespierre, nel denunciare quella che vedeva come una crudele esagerazione della "giustizia" rivoluzionaria.